# José Serra Estellés
 José Serra Estellés (Godella, Valencia, 1942) es un pintor español.
Serra, cursó estudios de Dibujo y Pintura en la Real Academia de Bellas Artes de San Carlos de Valencia. 
A lo largo de su carrera artística ha firmado su obra tanto con el nombre de “J. Serra” como con sus dos apellidos “Serra Estellés”. 

## Obra
La producción pictórica de Serra Estellés abarca un amplio abanico temático, desde los retratos tanto figurativos como conceptuales, a los paisajes, donde en palabras del crítico C. Roca, “concede protagonismo a la composición, a la división entre cielo y tierra, con el preciso apunte, o contrapunto, de unos árboles o de un pueblo en la lejanía, casi en el infinito. Se explaya en el color, extrovertido, brillante en la luminosidad del cielo, relatando suaves puestas de sol, siempre en soluciones cromáticas de contenida valentía, que contrastan con la austeridad cromática de la tierra. Son paisajes reales, consignados desde el respeto, atrapada la atmósfera, establecida la profundidad, marcado el espacio, con los que Serra Estellés hace gala de su calidad pictórica.”
Serra Estellés, según Manuel Losada, “convierte sus cuadros en relatos a través de lo cual opina. Pintura-literatura se unen en él, siempre exponiendo una realidad con los datos precisos para al tiempo que emite su opinión abre para el espectador el camino para compartir criterio o para oponerse.”
Por su faceta conceptual, que Serra Estellés ha expresado en algunas de sus obras, la crítica lo ha visto como “sugeridor de un discurso metafórico trabado de contradicciones (erotismo, frigidez, orden y caos, goce y quebrantos) reunidas en una amalgama de maniquíes semihumanizados o todo lo contrario: de hombres robots que se debaten entre la frustración y la utopía”, que según algunos críticos puede recordar a un pintor “un tanto costumbrista” a pesar de que sus composiciones no son nada convencionales.

## Trayectoria
La obra de Serra Estellés ha sido expuesta en diferentes exposiciones individuales y colectivas. En Godella, su ciudad natal, le han dedicado numerosas muestras monográficas entre las que destacan la de la Sala de Exposiciones del Ayuntamiento de 1980, la de la de la Sala de Exposiciones del Casino de 1983 o la de la Casa de Cultura de 1985, la de la Casa de Cultura Bancaja de Sagunto en 2000, la de Galería San Mario de Barcelona en 2002 o la Galería del Palau de la Música de Valencia en el 2006.
Serra Estellés ha recibidos diversos galardones como el I Premio Bienal Nacional Ignacio Pinazo en 1998 y ha sido seleccionado, en 2005, para el segundo encuentro de la Bienal "Arte en Valencia" organizado por la revista "Dimens Art".
La obra de Serra se encuentra en las colecciones de diferentes instituciones como la Delegación de Gobierno de Valencia, el Gobierno Militar de Valencia, la Delegación de Hacienda de Valencia, los Ayuntamientos de Rocafort, Godella o Cuart de Poblet y en numerosas colecciones privadas de Valencia, Barcelona, Madrid, Londres, Osaka (Japón), o Carolina del Norte (EE. UU.).